# Tasiocera malickyiana
Tasiocera malickyiana là một loài ruồi trong họ Limoniidae. Chúng phân bố ở miền Cổ bắc.